# Charm School
Charm School är ett studioalbum från 2011 av den svenska popduon Roxette-  Det släpptes den 11 februari det året och blev duons första album med bara nytt material sedan Room Service 2001.
Enligt Roxettes officiella webbplats släppts albumet både till CD och LP. En deluxe-utgåva, med bland annat en bonus-CD med 12 livespår finns också tillgängliga. Dessa låtar spelades in i Sankt Petersburg, Halmstad och Stavanger under turnén 2010.

## Bakgrund
Den 23 oktober 2009 meddelade den svenska dagstidningen Expressen att Roxette spelade in nya låtar. Per Gessle förklarade att han arbetat med att skriva nytt material för ett kommande album sedan maj 2009.

## Låtlista
Alla låtar är skrivna och komponerade av Per Gessle. 
| Nr  | Titel                                | Längd |
| --- | ------------------------------------ | ----- |
| 1.  | Way Out                              | 2:45  |
| 2.  | No One Makes It on Her Own           | 3:42  |
| 3.  | She's Got Nothing On (But the Radio) | 3:33  |
| 4.  | Speak to Me                          | 3:41  |
| 5.  | I'm Glad You Called                  | 2:48  |
| 6.  | Only When I Dream                    | 3:52  |
| 7.  | Dream On                             | 3:09  |
| 8.  | Big Black Cadillac                   | 3:05  |
| 9.  | In My Own Way                        | 3:30  |
| 10. | After All                            | 3:15  |
| 11. | Happy on the Outside                 | 3:37  |
| 12. | Sitting on Top of the World          | 3:55  |

| 13. | It Must Have Been Love (Live i Sankt Petersburg 2010) | 6:01 |

| 1.  | Dressed for Success (Live i Sankt Petersburg 2010)           | 4:36 |
| 2.  | Sleeping in My Car (Live i Stavanger 2010)                   | 3:41 |
| 3.  | Wish I Could Fly (Live i Sankt Petersburg 2010)              | 4:51 |
| 4.  | 7Twenty7 (Live i Halmstad 2010)                              | 3:57 |
| 5.  | Perfect Day (Live i Sankt Petersburg 2010)                   | 3:19 |
| 6.  | Things Will Never Be the Same (Live i Sankt Petersburg 2010) | 3:00 |
| 7.  | How Do You Do!/Dangerous (Live i Stavanger 2010)             | 6:55 |
| 8.  | Silver Blue (Live i Sankt Petersburg 2010)                   | 5:10 |
| 9.  | Joyride (Live i Sankt Petersburg 2010)                       | 4:27 |
| 10. | Listen to Your Heart (Live i Sankt Petersburg 2010)          | 5:46 |
| 11. | The Look (Live in Halmstad 2010)                             | 6:23 |
| 12. | Church of Your Heart (Live in Sankt Petersburg 2010)         | 4:46 |

## Medverkande
- Per Gessle - producent, sång, gitarr, munspel, mungiga
- Marie Fredriksson - sång, mungiga
- Christoffer Lundquist - bas, gitarr, klaviatur, producent
- Clarence Öfwerman - klaviatur, producent
- Jens Jansson - trummor

### Vinylutgåva
Enligt Roxettes webbplats den 26 december 2010 skall LP-versionen innehålla en längre version av "No One Makes It On Her Own" (3:58) och en snabbare version av "Speak to Me".

## Listplaceringar
| Lista (2011)         | Topplacering |
| -------------------- | ------------ |
| Australien           | 49           |
| Belgien ( Flandern)  | 27           |
| Belgien ( Vallonien) | 57           |
| Danmark              | 11           |
| Finland              | 22           |
| Nederländerna        | 21           |
| Spanien              | 14           |
| Schweiz              | 1            |
| Sverige              | 2            |
| Österrike            | 2            |

### Fotnoter
1. ↑  ”Roxette”. Arkiverad från originalet den 24 augusti 2011. https://web.archive.org/web/20110824031633/http://www.roxette.se/discography.php. Läst 22 maj 2011.
2. ↑  ”Svensk mediedatabas”. http://smdb.kb.se/catalog/id/002705233. Läst 26 april 2011.
3. ↑  ”Roxette turn on the charm”. www.emimusic.com. Arkiverad från originalet den 27 juli 2011. https://web.archive.org/web/20110727080156/http://www.emimusic.com/blog/2010/roxette-turn-on-the-charm/.
4. ↑  ”Charm School deluxe”. www.dailyroxette.com. Arkiverad från originalet den 20 december 2010. https://web.archive.org/web/20101220154126/http://dailyroxette.com/node/18843.
5. ↑  ”Roxette spelar in nytt material”. Expressen. 23 oktober 2009. https://www.expressen.se/noje/musik/roxette-spelar-in-nytt-material/.
6. ↑  http://www.roxette.se/index.php?d=1&page=6
7. ↑  Listplacering
8. ↑  Listplacering
9. ↑  Listplacering
10. ↑  ”Listplacering”. Arkiverad från originalet den 11 september 2011. https://web.archive.org/web/20110911033119/http://danishcharts.com/showitem.asp?interpret=Roxette&titel=Charm+School&cat=a. Läst 6 mars 2011.
11. ↑  Listplacering
12. ↑  Listplacering
13. ↑  Listplacering
14. ↑  Listplacering
15. ↑  Listplacering
16. ↑  Listplacering
17. ↑  ”Per tells TDR that he and Marie are “thrilled” with what’s to come in 2011”. Arkiverad från originalet den 7 januari 2011. https://web.archive.org/web/20110107001844/http://www.dailyroxette.com/node/18853. Läst 15 januari 2011.